# RIZIN.20
RIZIN.20（ライジン・トゥエンティ）は、日本の総合格闘技団体「RIZIN」の大会の一つ。
2019年12月31日に埼玉県さいたま市さいたまスーパーアリーナで開催された。

## 概要
5回目を迎えた大晦日大会。目玉の一つとされていたバンタム級タイトルマッチは、王者・堀口恭司が練習中に右前十字靭帯を損傷したため中止となり、負傷を機に堀口がバンタム級王座を返上したため朝倉海 vs. マネル・ケイプの王座決定戦が行われ、ケイプが勝利し第2代バンタム級王座を獲得した 。
アメリカメジャー団体BellatorとRIZINによる対抗戦が29日のBELLATOR JAPANと2日に分けて開催され、RIZINは渡辺と朝倉による2勝、Bellatorはゴイチ、ラーキン、パトリックによる3勝という結果に終わった。
10月のRIZIN.19から開幕した、RIZIN FIGHTING WORLD GRAND-PRIX 2019 ライト級トーナメントの準決勝、決勝が行われ、トフィック・ムサエフが優勝。他にも、女子スーパーアトム級王者・浜崎朱加とハム・ソヒによる女子スーパーアトム級タイトルマッチは、ハムが勝利し、第2代女子スーパーアトム級王者を獲得。ライトヘビー級タイトルマッチでは、王者のイリー・プロハースカが初防衛に成功した。
また、本大会の観客動員数は2万9315人と、2024年7月28日に同会場のスタジアムバージョンで開催され4万8117人を記録した超RIZIN.3に破られるまでは最多記録であった。
大会の模様は、地上波ではフジテレビで大会当日の12月31日 18:00～23:45まで全国ネットで中継され、第10試合まではダイジェストかつ録画で放送され、第11試合～15試合は生中継で放送された。

## 対戦カード
第1試合 MMAルール RIZIN FIGHTING WORLD GP 2019 LIGHT WEIGHT TOUNAMENT 準決勝（71.0kg契約） 第1試合 5分3R
×  ジョニー・ケース vs.  トフィック・ムサエフ ○
1R 2:47 TKO（グラウンドパンチ）
※ムサエフがトーナメント決勝進出。
第2試合 MMAルール RIZIN FIGHTING WORLD GP 2019 LIGHT WEIGHT TOUNAMENT 準決勝（71.0kg契約） 第2試合 5分3R
×  ルイス・グスタボ vs.  パトリッキー・"ピットブル"・フレイレ ○
1R 0:28 TKO（サッカーボールキック）
※フレイレがトーナメント決勝進出。
第3試合 女子MMAルール 49.0㎏契約ワンマッチ　5分3R
○  山本美憂 vs.  アム・ザ・ロケット ×
3R終了 判定3-0
第4試合 キックボクシングルール 62.0kg契約ワンマッチ 3分3R
○  白鳥大珠 vs.  大雅 ×
2R終了時 TKO（ドクターストップ：負傷）
第5試合 MMAルール RIZIN×BELLATOR対抗戦 副将戦 61.2kg契約ワンマッチ 5分3R
×  元谷友貴 vs.  パトリック・ミックス ○
1R 1:37 フロントチョーク
第6試合 MMAルール 105.0kg契約ワンマッチ 5分3R 肘あり
○  ジェイク・ヒューン vs.  石井慧 ×
1R 1:24 KO(右アッパー)
第7試合 MMAルール バンタム級王座挑戦者決定戦（61.0kg契約） 5分3R 肘あり
×  石渡伸太郎 vs.  扇久保博正 ○
3R終了 判定1-2
※扇久保がメインイベントで王座を獲得したマネル・ケイプへの挑戦権を獲得。
第8試合 MMAルール 93.0kg契約ワンマッチ 5分3R 肘あり
×  ビタリー・シュメトフ vs.  シモン・ビヨン ○
1R 1:55 KO（スタンドパンチ）
第9試合 MMAルール RIZINライトヘビー級タイトルマッチ 5分3R 肘あり
○ 王者  イリー・プロハースカ vs. 挑戦者  C.B.ダラウェイ ×
1R 1:15 TKO（左フック）
※プロハースカが王座の初防衛に成功。
第10試合 MMAルール RIZIN FIGHTING WORLD GP 2019 LIGHT WEIGHT TOUNAMENT 決勝（71.0kg契約） 5分3R
○  トフィック・ムサエフ vs.  パトリッキー・"ピットブル"・フレイレ ×
3R終了 判定3-0
※ムサエフがトーナメント優勝。
第11試合 女子MMAルール 50.8kg契約ワンマッチ 5分3R 肘あり
×  リンジー・ヴァンザント vs.  RENA ○
3R 4:42 TKO（コーナーストップ：グラウンドパンチ）
第12試合 MMAルール RIZIN×BELLATOR対抗戦 大将戦 66.0kg契約ワンマッチ 5分3R
○  朝倉未来 vs.  ジョン・マカパ ×
3R終了 判定3-0
※対抗戦の最終結果はRIZINの2勝、Bellatorの3勝。
第13試合 女子MMAルール RIZIN女子スーパーアトム級タイトルマッチ 5分3R 肘あり
× 王者  浜崎朱加 vs. 挑戦者  ハム・ソヒ ○
3R終了 判定1-2
※ハムが王座獲得に成功。第2代女子スーパーアトム級王者となった。
第14試合 キックボクシング特別ルール 56.0kg契約ワンマッチ 3分3R 延長1R
○  那須川天心 vs.  江幡塁 ×
1R 2:46 TKO（3ノックダウン）
第15試合 MMAルール RIZINバンタム級タイトルマッチ 5分3R 肘あり
×  朝倉海 vs.  マネル・ケイプ ○
2R 0:38 TKO（パウンド）
※ケイプが王座獲得に成功。第2代バンタム級王者となった。

## ライト級トーナメント 組み合わせ表
|  | 1回戦 RIZIN.19 First Round           | 1回戦 RIZIN.19 First Round           |                                      |         | 準決勝 RIZIN.20 Final ROUND | 準決勝 RIZIN.20 Final ROUND |  |  | 決勝 RIZIN.20 Final ROUND | 決勝 RIZIN.20 Final ROUND |
|  |                                      |                                      |                                      |         |                             |                             |  |  |                           |                           |
|  |                                      |                                      |                                      |         |                             |                             |  |  |                           |                           |
|  |                                      |                                      |                                      |         |                             |                             |  |  |                           |                           |
|  | ジョニー・ケース                     | 1R 1:15                              |                                      |         |                             |                             |  |  |                           |                           |
|  | ジョニー・ケース                     | 1R 1:15                              |                                      |         |                             |                             |  |  |                           |                           |
|  | ホベルト・サトシ・ソウザ             | TKO                                  |                                      |         |                             |                             |  |  |                           |                           |
|  | ホベルト・サトシ・ソウザ             | TKO                                  | ジョニー・ケース                     | 1R 2:47 |                             |                             |  |  |                           |                           |
|  |                                      |                                      | ジョニー・ケース                     | 1R 2:47 |                             |                             |  |  |                           |                           |
|  |                                      | トフィック・ムサエフ                 | TKO                                  |         |                             |                             |  |  |                           |                           |
|  | トフィック・ムサエフ                 | トフィック・ムサエフ                 | TKO                                  | 1R 4:14 |                             |                             |  |  |                           |                           |
|  | トフィック・ムサエフ                 |                                      |                                      | 1R 4:14 |                             |                             |  |  |                           |                           |
|  | ダミアン・ブラウン                   | TKO                                  |                                      |         |                             |                             |  |  |                           |                           |
|  | ダミアン・ブラウン                   | TKO                                  | トフィック・ムサエフ                 | 3R終了  |                             |                             |  |  |                           |                           |
|  |                                      |                                      | トフィック・ムサエフ                 | 3R終了  |                             |                             |  |  |                           |                           |
|  |                                      | パトリッキー・"ピットブル"・フレイレ | 判定3-0                              |         |                             |                             |  |  |                           |                           |
|  | パトリッキー・"ピットブル"・フレイレ | パトリッキー・"ピットブル"・フレイレ | 判定3-0                              | 1R 1:10 |                             |                             |  |  |                           |                           |
|  | パトリッキー・"ピットブル"・フレイレ |                                      |                                      | 1R 1:10 |                             |                             |  |  |                           |                           |
|  | 川尻達也                             | TKO                                  |                                      |         |                             |                             |  |  |                           |                           |
|  | 川尻達也                             | TKO                                  | パトリッキー・"ピットブル"・フレイレ | 1R 0:28 |                             |                             |  |  |                           |                           |
|  |                                      |                                      | パトリッキー・"ピットブル"・フレイレ | 1R 0:28 |                             |                             |  |  |                           |                           |
|  |                                      | ルイス・グスタボ                     | TKO                                  |         |                             |                             |  |  |                           |                           |
|  | ルイス・グスタボ                     | ルイス・グスタボ                     | TKO                                  | 1R 3:55 |                             |                             |  |  |                           |                           |
|  | ルイス・グスタボ                     |                                      |                                      | 1R 3:55 |                             |                             |  |  |                           |                           |
|  | 上迫博仁                             | TKO                                  |                                      |         |                             |                             |  |  |                           |                           |
|  | 上迫博仁                             | TKO                                  |                                      |         |                             |                             |  |  |                           |                           |